# Digora

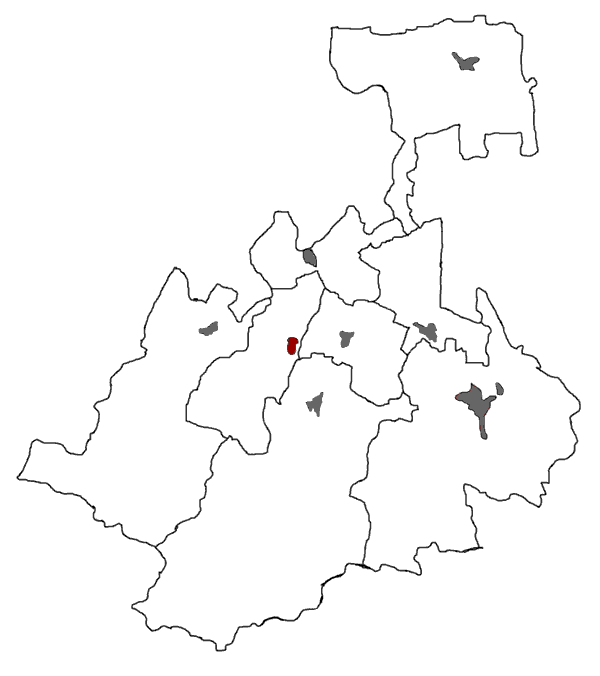
Localização da cidade na Ossétia do Norte

Digora (russo: Дигора́, transl. Digorá; em osseto Дигорæ) é uma cidade localizada na Ossétia do Norte, Rússia. A cidade está situada 49 quilômetros a noroeste de Vladikavkaz, às margens do rio Ursdon, afluente da margem esquerda do rio Terek). Possui população de 11.819 habitantes (censo 2002). 
Fundada em 1852 como o aul de Volno-Khristianovsky (em russo: Вольно-Христиановский), foi posteriormente renomeada para selo de Novokhristianovskoye (Новохристиановское) e Khristianovskoye (Христиановское). Passou a se chamar Digora em 1934, e recebeu o status de cidade em 1964.